# Ceratomontia minor
Ceratomontia minor is een hooiwagen uit de familie Triaenonychidae.